# 散石灣
䃟石灣是香港新界屯門的一個地方，原為青山東南、屯門河出海口西部的一個海灣，即大約是湖山路以北、皇珠路以南之間的區域。䃟石灣現已成為屯門新市鎮的一部份，填海後的地皮發展成新屯門中心、龍門居、富健花園、龍逸邨和兆湖苑等住宅物業。目前青山東麓尚有兩處村落以昔日的散石灣命名，分別是「散石灣南」和「散石灣北」。

## 歷史

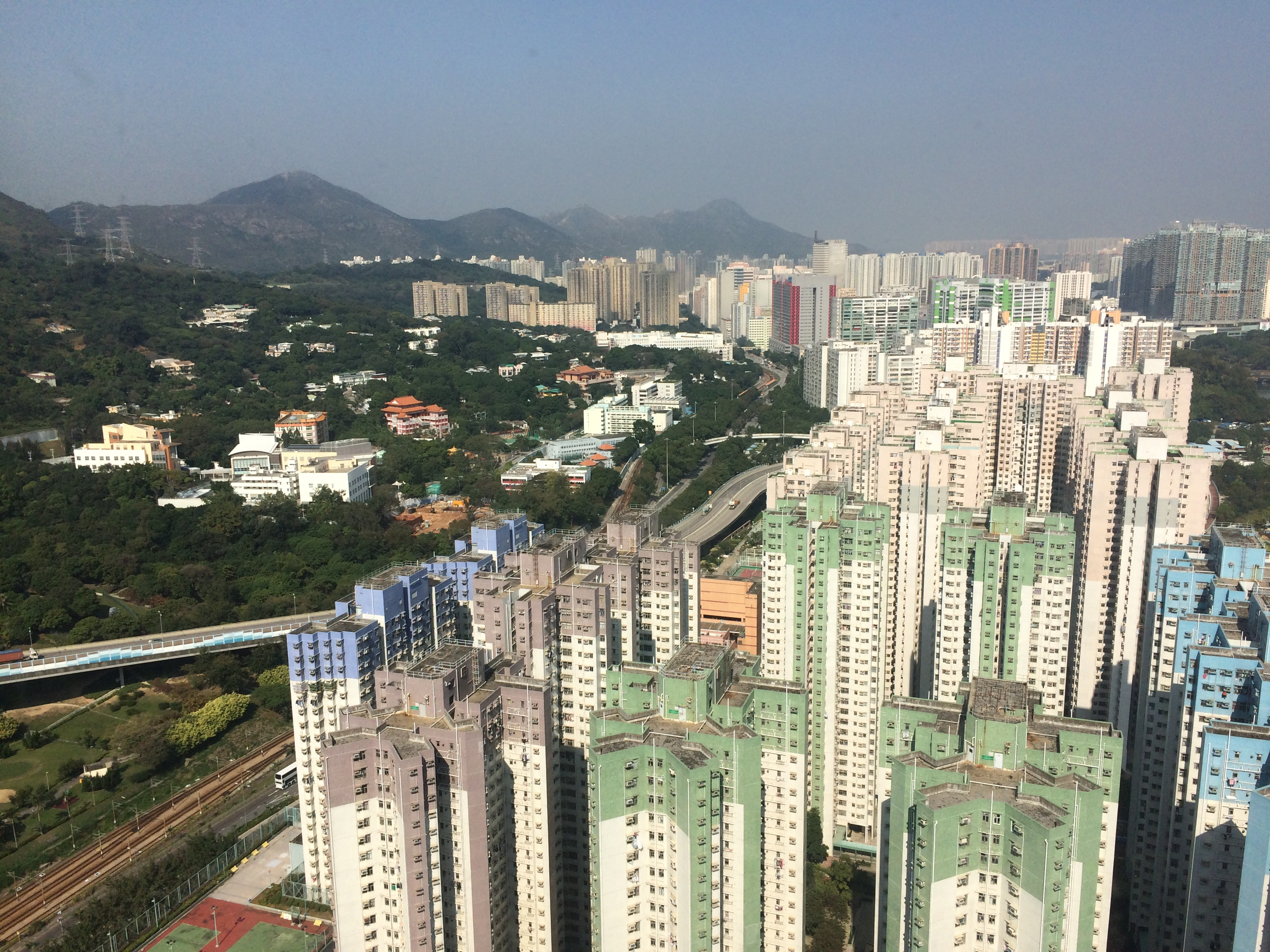
散石灣於1990年代發展為住宅區

散石灣原是青山村和石角咀之間的一個狹長海灣，灣前有石灘，早於20世紀初或更早已有人在數條山坑出海口的狹小平地上開墾農田耕作。戰後內地難民湧港，有人在散石灣的農田附近搭建寮舍聚居，蔚然成村。即屯門高爾夫球中心和歷奇公園的原址和龍富路位處的山坡。村內賢達籌辦散石灣村公立學校（青山村公立學校），學校校舍於1960年代末啟用。散石灣居民主要以耕種和畜牧為生，亦有不少人到屯門的工廠打工。
1960年代末，政府在散石灣北面進行小型填海工程，安置因長沙灣填海而需搬遷的船廠及木廠。1970年代中期，政府計劃發展屯門新市鎮，需要在散石灣前大幅填海。1977年，政府決定清拆散石灣沿岸的寮屋（除了屯門男童院旁的松樹山村），將山坡闢成挖泥區，為填海工程提供泥土。政府原計劃把所有村民安置到大興邨，但有部份村民因公屋租金過高、無法務農而反對上樓。最後，務農為生的村民獲政府撥出青山東麓山腰的兩塊土地，建立新村，分為「散石灣南」和「散石灣北」。清拆前散石灣有約237戶共約2000名居民，建有282間寮屋。
1980年代中期，散石灣對開的填海工程完成，船廠及木廠再搬遷到望后石。填海後的南面地皮率先發展成輕鐵車廠和新屯門中心，原挖泥區則於1990年代中闢作屯門高爾夫球中心和歷奇公園。在八萬五政策底下，建屋密度非常高的龍門居和富健花園相繼於1990年代末落成。

## 地名更替
輕鐵龍門站最初名為紅樓站，由於青山紅樓距離此站甚遠，在1989年輕鐵第一輪車站改名為散石灣站，而在2003年第二輪改名才改為現在的車站名稱。自富健花園、龍門居相繼於1990年代末落成，該區地名逐漸被「龍門」和「富健」所取代。現時，除了散石灣新村、散石灣路和散石灣北路外已甚少會使用此地名。

## 區議會議席分佈
為方便比較，以下列表以湖山路、龍門路交界至皇珠路、龍門路交界的地區為範圍。
| 年度/範圍      | 2000-2003 | 2004-2007                 | 2008-2011                | 2012-2015                | 2016-2019 | 2020-2023 | 2024-2027  |
| -------------- | --------- | ------------------------- | ------------------------ | ------------------------ | --------- | --------- | ---------- |
| 龍門居、龍逸邨 | 龍門選區  | 龍門選區                  | 龍門選區                 | 龍門選區                 | 龍門選區  | 龍門選區  | 屯門西選區 |
| 富健花園       | 兆新選區  | 分散在兆新選區 及龍門選區 | 分散在富新選區及龍門選區 | 分散在富新選區及龍門選區 | 富新選區  | 富新選區  | 屯門西選區 |
| 新屯門中心     | 兆新選區  | 兆新選區                  | 富新選區                 | 富新選區                 | 富新選區  | 富新選區  | 屯門西選區 |

註：以上主要範圍尚有其他細微調整（包括編號），請參閱有關區議會選舉選區分界地圖及條目。